# Ami Yuasa
Ami Yuasa (湯浅 亜実, Yuasa Ami), dite Ami ou B-Girl Ami, née le 11 décembre 1998, est une breakdanceuse japonaise. Elle est championne olympique aux Jeux d'été de 2024.

## Carrière
B-girl Ami naît le 11 décembre 1998 à Kawaguchi au Japon.
À six ans, elle commence la danse hip-hop. À onze ans, elle découvre le breaking et s'y spécialise immédiatement. Elle s'entraîne à deux heures de chez elle, emmenée en voiture par sa mère à son entraînement quotidien.
En 2018, elle se fait connaître en étant la première femme à remporter le Red Bull BC One, qui organise son premier tournoi féminin.
B-girl Ami remporte les Jeux mondiaux urbains de 2019 à Budapest en Hongrie, étant donc championne du monde officielle pour la première fois. Elle finit deuxième aux championnats du monde en 2021 à Paris. Elle est médaillée d'argent de breakdance (en) aux Jeux asiatiques de 2022.
En 2024, elle remporte la médaille d'or de breaking aux Jeux olympiques d'été de 2024, en battant Nicka (Dominika Banevič).